# 硒酸盐
硒酸盐是硒酸H2SeO4形成的盐。硒酸根阴离子的符号为SeO2−
4。原硒酸盐（游离酸未知）SeO6−
6也是已知的。
硒酸盐的化学性质类似于硫酸盐。和硫酸盐不同的是，硒酸盐是良好的氧化剂，其还原产物可能是亚硒酸盐或单质硒。在强酸性环境条件下，硒酸盐可以形成类似于硫酸氢盐HSeO−
4的形式。硒酸盐的溶解度和硫酸盐类似，但略低。